# シーン・エドワーズ
シーン・エドワーズ（Sean Lawrence Guy Edwards、1986年12月6日 - 2013年10月15日）は、イギリスのレーシングドライバー。ロンドン出身。父は同じレーシングドライバーのガイ・エドワーズ。

## 経歴
2003年デビュー。ポルシェスーパーカップ、スポーツカー耐久レースなどで活躍を重ね、2013年にはニュルブルクリンク24時間レースで優勝した。また、映画「ラッシュ/プライドと友情」に父のガイ・エドワーズ役で出演した。
2013年10月15日、訪問先のクイーンズランド・レースウェイ（オーストラリア）でポルシェの助手席に乗っていた際、タイヤバリアに衝突して車が炎上し、事故死した。

## レース戦績

### ル・マン24時間レース
| 年     | チーム                        | コ・ドライバー                                                        | 使用車両              | クラス | 周回数 | 総合順位 | クラス順位 |
| ------ | ----------------------------- | --------------------------------------------------------------------- | --------------------- | ------ | ------ | -------- | ---------- |
| 2012年 | プロスピード コンペティション | アブドゥラジズ・ビン・トゥルキ・アル・ファイサル ブレット・カーティス | ポルシェ・911 GT3-RSR | GTE Am | 180    | DNF      | DNF        |